# Fort Liberty, Severna Karolina
Fort Liberty je cenzusno določen kraj, ki je hkrati tudi postojanka Kopenske vojske ZDA v okrožju Cumberland v Severni Karolini; blizu je Fayetteville. Leta 2000 je imel kraj 29.182 prebivalcev.

## Zgodovina
Fort Liberty je kot Fort Bragg 11. junija 1857 ustanovil prvi poročnik Horatio G. Gibson, ki je poimenoval postojanko po svojem bivšem poveljniku kapitanu Braxtonu Braggu, poznejšemu generalu Konfederacijske vojske. 1855 je Urad za indijanske zadeveobiskal to področje, da bi se tu ustanovil rezervat. Spomladi 1856 je bil ustanovljen rezervat Mendocinskih Indijancev. Zajemal je področje 25.000 akrov od Jezera Simpson do potoka Abalobadiah in na vzhodu do Bald Hilla. Da bi ohranili red v rezervatu, so ustanovili postojanko. 1. junija 2022 je bila vojaška baza preimenovana v Fort Liberty.

## Vojaške enote
Več Specialnih enot KOV ZDA je nastanjenih v Fort Liberty; najbolj pomembna je 1. operativni odred specialnih sil-Delta, bolje poznan kot Delta Force. Druge vojaška enota, nastanjene v Fort Libertyu, so:
- 82. zračnoprevozna divizija
- Padalska ekipa Kopenske vojske ZDA
- 1. korpusno podporno poveljstvo
- 44. medicinska brigada
- artilerija 18. zračnoprevoznega korpusa
- 18. aviacijska brigada
- 35. komunikacijska brigada

## Geografija
Fort Liberty leži na 35° 8' 21" severne, 78° 59' 57" zahodno (35.139064, -78.999143).
Glede na podatke Statističnega urada postojanka zajema področje 49.2 km². 49.1 km² je kopnega in 0.2 km² vodnih površin; voda zajema 0.32 % celotne površine.

## Demografija
Glede na cenzus iz 2000 je 29.183 ljudi, 4.315 gospodinjstev in 4.215 družin, ki živijo v bazi. Gostota prebivalstva je 594,6/km². Tu je 4.420 stanovanj s povrečno gostoto 90,1/km².  

### Rasna sestava
Glede na cenzus je:
- 58,05 % belcev,
- 25,25 % Afroameričanov,
- 1,15 % domorodnih Američanov,
- 1,84 % Azijcev,
- 0,87 % pacifiških otočanov,
- 8,29 % drugih ras,
- 4,55 % dveh ali več ras.

15,77 % je Hispaničanov ali Latinov.

### Gospodinjstva
V 4.315 gospodinjstvih ima 85,3 % otroke pod starostjo 18, ki še živijo doma, 88,9 % je poročenih parov, 7,2 % je samohranilk in 2,3 % je nedružinskih gospodinjstev. 2,1 % vseh gospodinjstev je sestavljenih iz posameznikov. Povprečno gospodinjstvo ima 3,72 človeka in povprečna družinska velikost je 3,74.

### Starost
Porazdelitev po starosti je:
- 25,8 % pod 18 let
- 40,9 % med 18 in 24
- 32,3 % med 25 in 44
- 1,1 % med 45 in 64
- 0,1 % 65 in več.

Povprečna starost je 22 let. Na vsakih 100 žensk je 217.1 moških. Na vsakih 100 žensk, starih 18 in več, pride 293.5 moških; ta statistika je značilna za vojaške baze.

### Dohodek
Povprečni dohodek na družino v bazi je 30.106$ in povprečni dohodek na družino je $29,836. Moški imajo povprečni dohodek $18.095, ženske pa $1.264. Dohodek na prebivalca v bazi je $12.791. 10,0 % prebivalstva in 9,6 % družin je pod pragom revščine. Od celotnega prebivalstva 11,4 %, mlajšega od 18, živi pod pragom revščine.